# Луи Блан (станция метро)
Луи Блан (фр. Louis Blanc) — кросс-платформенный пересадочный узел Парижского метрополитена между линиями 7 и 7bis. Назван по одноимённой улице (фр. Rue Louis Blanc), получившей своё имя в честь французского историка и публициста Луи Блана.

## История
Открыта 23 ноября 1910 года, через 18 дней после открытия первого пускового участка 7 линии между станциями «Опера» и «Порт-де-ля-Виллет». 18 января 1911 года открылось ответвление до станции Пре-Сен-Жерве, которое 3 декабря 1967 года было преобразовано в самостоятельную линию 7bis, на которую организована кросс-платформенная пересадка. Для этой линии станция «Луи Блан» стала конечной, для оборота поездов используется один из средних путей.

## Пассажиропоток
В таблице ниже приведена информация о пассажиропотоке по входу, взятая из официальных отчетов RATP.
| Год  | Пассажиропоток | Место по пассажиропотоку |
| ---- | -------------- | ------------------------ |
| 2011 | 2 523 039      | ?                        |
| 2012 | ?              | ?                        |
| 2013 | [ 4 ]          |                          |
| 2014 | [ 5 ]          |                          |
| 2015 | [ 6 ]          |                          |
| 2016 | [ 7 ]          |                          |

## Конструкция и оформление
Станция состоит из двух односводчатых залов мелкого заложения, сооружённых по типовому парижскому проекту 1900—1952 годов. Оба зала отделаны кафельной плиткой. В каждом из залов расположены по одной островной и одной боковой платформам. В западном зале на островной платформе осуществляется кросс-платформенная пересадка между линиями 7 (при движении на юг) и 7bis (посадка в сторону Пре-Сен-Жерве), в восточном зале боковая платформа не используется. В обоих залах используются типовые люминесцентные светильники: в западном зале — жёлто-коричневого цвета, в восточном — серо-зелёного.
В 1978 году выход со станций на угол улиц Ла Файет и Фобур Сен-Мартен подвергся редизайну в стиле Гимара и был признан памятником архитектуры.
При сооружении станции был создан задел под существовавшее в 1911—1967 годах вилочное движение: помимо создания двухзального комплекса, конфигурацией путей, от которых начиналось ответвление в сторону Пре-Сен-Жерве, к югу от станции, предусмотрено соединение с главным ходом линии 7. В целях вычленения этого ответвления в самостоятельную линию 7bis, осенью 1967 года на середине перегона Луи Блан — Жорес был сооружён пошёрстный съезд, благодаря которому оборот поездов линии 7bis возможен на одном и том же пути (восточный путь западного зала).

## Галерея
- Планировка пересадочного узла и тоннелей перегона Шато-Ландон — Луи Блан (1905)
- Платформа линии 7 в сторону Ля-Курнёв — 8 мая 1945 (станция метро) (справа). Противоположная платформа не используется
- Платформы линии 7 в сторону Мэри д'Иври и Вильжьюиф — Луи Арагон (слева) и линии 7bis (справа).
- Состав MF 88 на линии 7bis (справа) и состав MF 77 на линии 7
- Поезд MF 88 линии 7bis
- Поезд MF 77 линии 7